# كنع رقصي
الكَنَع الرَقَصي (بالإنجليزية: Choreoathetosis)‏ هيَ حَركات لا إرادية تَجمع بينَ الكَنَع (حركات مَوجية مُستمرة بالأطراف) وَالرَقَص (اضطراب حَركي غير طبيعي لا إرادي).
يَنتج الكَنَع الرَقَصي عن العَديد من العوامل وَالأمراض، وَيُعتبر عَرض مُهم في العديد من الأمراض مِثل متلازمة لش-نيهان، وَمتلازمة بيلة الفينيولية بالإضافة إلى داء هنتنغتون.

## المَراجع
1. ↑  "choreoathetosis" (بالإنجليزية). The free dictionary. Archived from the original on 2017-03-16. Retrieved 2016-03-28.

## رَوابط خارِجية
- -133824509 في مفكرة المُمارِس العام
- موقع وي موف
- الأسباب